# 알리우 시세
알리우 시세(프랑스어: Aliou Cissé, 1976년 3월 24일~ )는 세네갈 출신의 전직 축구 선수이자 축구 감독이다. 2002년 FIFA 월드컵 당시 세네갈 축구 국가대표팀의 8강 돌풍을 이끈 주역 중 1명이며 2018년 FIFA 월드컵 때엔 감독으로 월드컵에 출전했다. 당시 만 42세여서 출전국 감독 중 최연소였으며 유일한 흑인 감독이기도 했다.

## 선수 경력
알리우 시세는 주로 프랑스의 리그앙에서 대부분의 선수생활을 보냈다. 2002년 FIFA 월드컵에서의 활약을 인정받아 영국의 프리미어리그로 진출해 4년 정도 활약했지만 다시 프랑스의 리그앙으로 돌아와 선수 생활을 마쳤다. 선수 시절의 포지션은 수비형 미드필더였다. 그리고 2002년 FIFA 월드컵에선 세네갈 축구 국가대표팀의 주장으로 발탁되어 생애 처음으로 월드컵 무대를 밟았다. 이 때 세네갈은 1차전에서 전 대회 우승국인 프랑스 축구 국가대표팀을 1 : 0으로 꺾으며 파란을 예고했고 이후 덴마크 축구 국가대표팀과 우루과이 축구 국가대표팀을 상대로 각각 1 : 1, 3 : 3 무승부를 거둔 후 1승 2무의 성적으로 첫 월드컵에서 16강 진출에 성공하는 기염을 토했다. 그리고 16강에서 북유럽의 강호이자 죽음의 조로 꼽힌 F조에서 1위를 차지한 스웨덴 축구 국가대표팀을 연장전까지 가는 접전 끝에 앙리 카마라의 골든골에 힘입어 2 : 1로 물리치고 1990년 FIFA 월드컵 당시 카메룬 축구 국가대표팀에 이어 아프리카 팀 2번째로 8강에 진출하는데 성공했다. 8강 상대는 터키 축구 국가대표팀이었는데 세네갈은 용감하게 분전했지만 결국 연장 전반 4분, 일한 만시즈에게 기습적인 골든골을 허용하며 0 : 1로 석패해 아쉽게도 4강 진출엔 실패했다.

## 감독 경력
2015년 3월 초, 시세는 공식적으로 세네갈 국가대표팀의 수석 코치로 임명되었다. 그 팀은 2-0으로 이긴 남아프리카 공화국과의 원정 경기에서 2017년 11월 10일에 2018년 FIFA 월드컵에 진출했다. 결국, 세네갈은 페어플레이 타이브레이크 규칙 때문에 FIFA 월드컵 역사상 최초로 탈락한 팀이 된 후, 토너먼트의 조별 리그에서 탈락했다. "이것은 규칙들 중 하나입니다. 우리는 그것을 존중해야 합니다."라고 시세는 말했다. "물론, 우리는 다른 방식으로 탈락하는 것을 선호합니다. 우리에게 슬픈 날이지만 우리는 이것들이 규정이라는 것을 알고 있었습니다."
시세는 2019년 아프리카 네이션스컵 대회에서 세네갈의 감독을 맡았고, 2002년 이후 처음으로 세네갈의 결승 진출을 도왔다. 그러나, 그의 세네갈은 결승전에서 알제리에 1-0으로 패하였고, 조별 리그에서 같은 점수로 패하여 첫 아프리카 트로피를 놓쳤다.
2019년 2월 세네갈 축구 연맹(FSF)은 2021년 8월까지 시세와 그의 스태프들의 계약을 연장했다.
2022년 2월 6일, 시세는 2021년 아프리카 네이션스컵에서 세네갈을 승리로 이끌었다. 결승전에서 그들은 이집트를 승부차기에서 4-2로 이기고 첫 우승을 차지했고, 두 번의 결승전 패배 후에 자신을 만회했다.
2022년 FIFA 월드컵에서는 2002년 선수 시절 이후 처음으로 세네갈 대표팀을 결선 토너먼트로 이끌었다.